# 木鼓

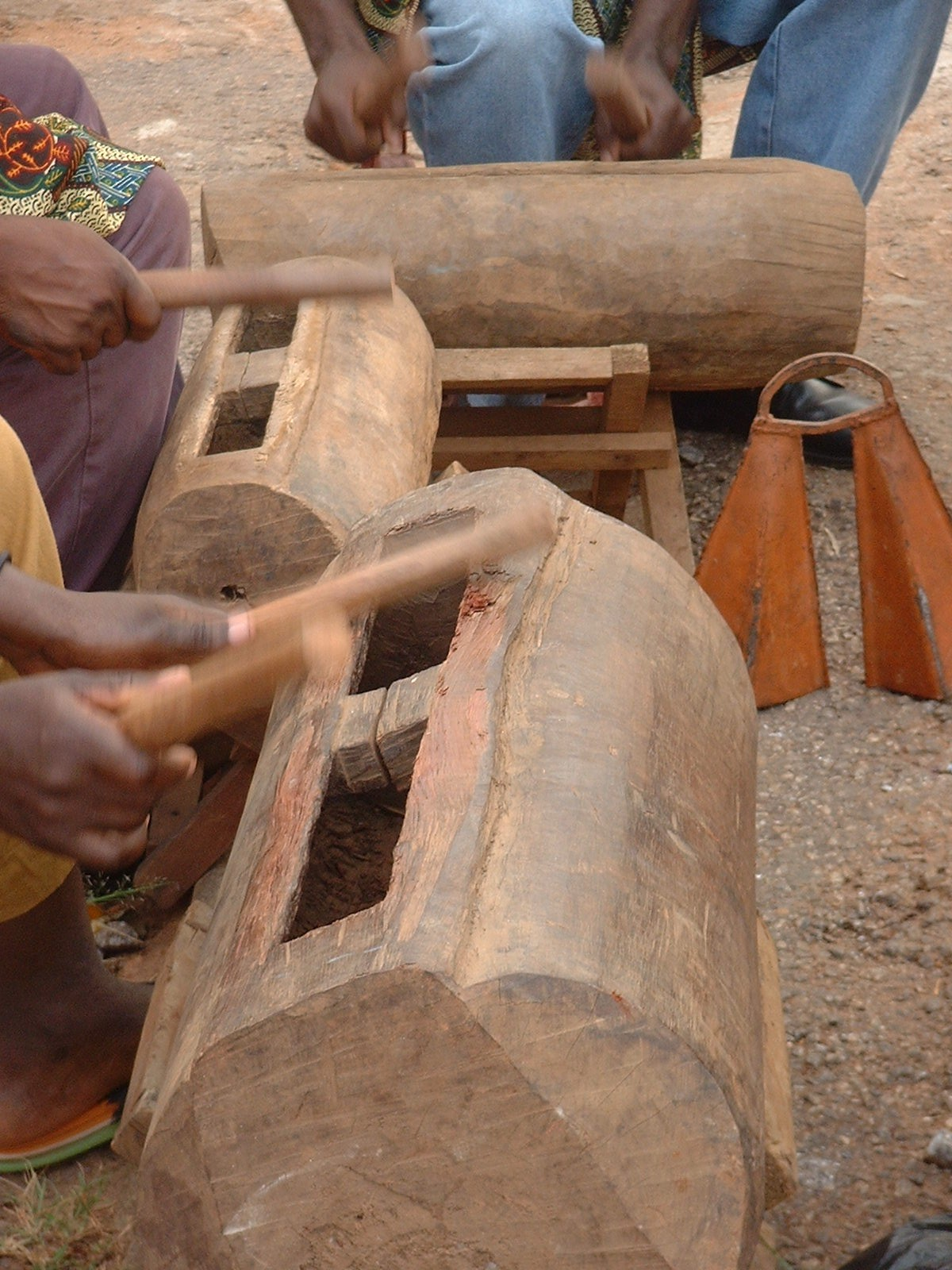
カメルーンの木鼓（タムタム）

木鼓（もっこ）とは、中国南部から東南アジア、メラネシア、ポリネシアなどの太平洋島嶼、アフリカ大陸や中央アメリカなどに広く分布する体鳴楽器の一種。木材の内部をくり抜いて空洞化したものを1本から2本の桴で打奏することによって音を出す。

## 概要
木鼓は儀式を彩る楽器として、遠方の仲間と交信するための信号器として、戦争時の警報器として、娯楽から祭祀にいたる多種多様な目的で用いられる木製の音響器である。名称は地域によって様々で、スリットゴング、スリットドラム、タンドラム、割れ目太鼓、タムタムなどと呼ばれる。
通常は割れ目のような細長い穴から内部を抉り出して作られるが、板材を張り合わせて作る場合もある。地面や架台に横置きにするタイプのもの、縦置きにして上端を手で支えるもの、紐で縦に吊るすものなど、形状も多岐に渡って各地に広く分布している。木魚やウッドブロックなどもこの一種となる。大きさによって音の高低が変化し、大きいものほど音が低くなる。類似のものとしては竹鼓（竹筒鼓）などと呼ばれる、東南アジアなどで用いられる竹製の体鳴楽器がある。

## 各地の木鼓

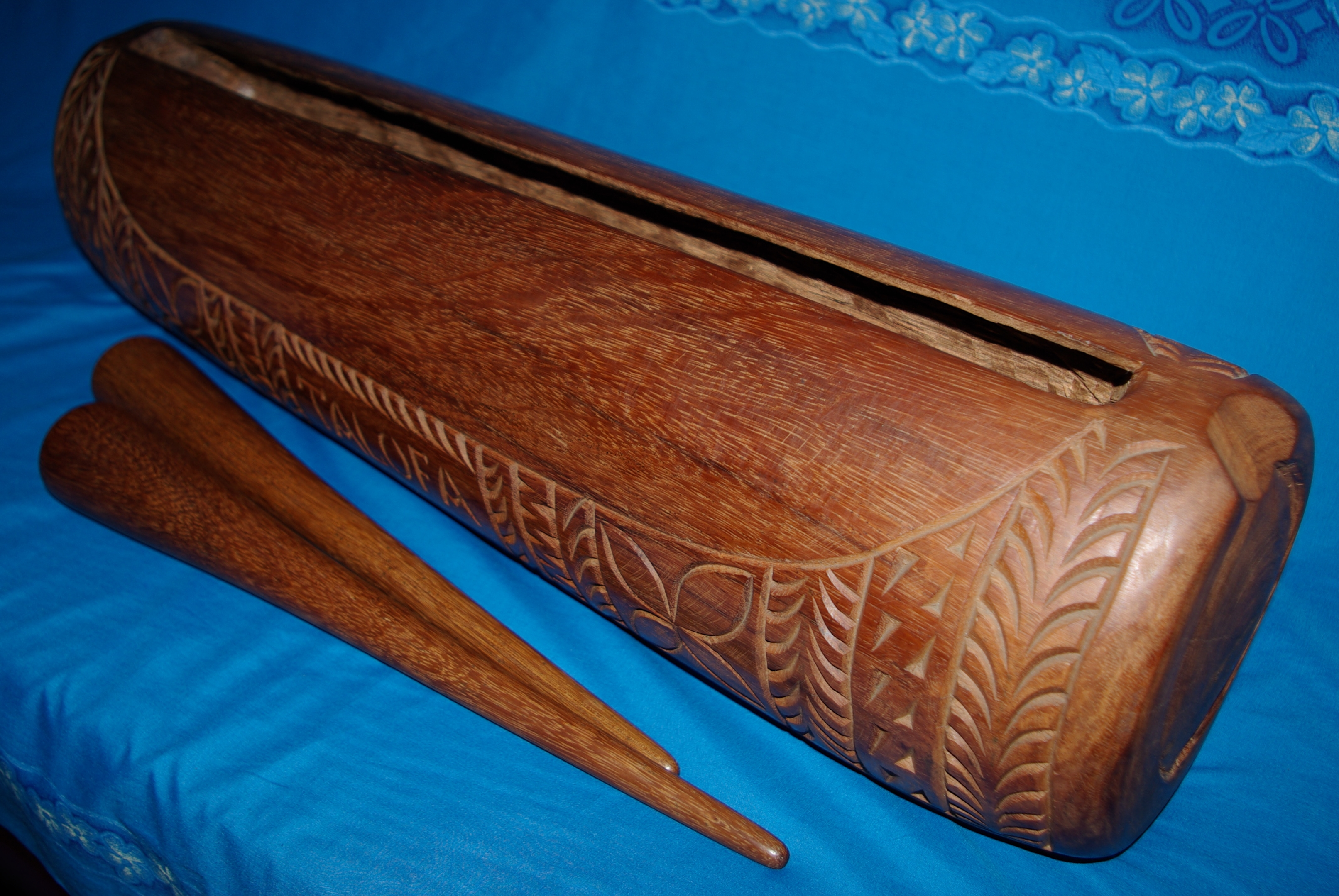
サモアの木鼓（パテ）

ここでは各地域の木鼓について簡単に紹介する。木鼓は木をくり抜いただけの単純な形状をした素朴な楽器であることから、特別な起源や歴史的な系譜は存在しておらず、それぞれの地域に居住する民族によって生み出された。このため、民族的なつながりや因果関係の全容については研究がなされていないが、時代を遡るほど大きく、単純な作りになる傾向にあり、次第に精巧な彫刻が彫られたものや、小型化したものへと発展していったと考えられている。
太平洋地域
パプアニューギニアではガラムットと呼ばれ、皮を張った太鼓（クンドゥ）とともに舞踏用音楽の演奏に用いられる。タヒチでは音程の異なる割れ目を施した木鼓（トーエレ）があり、伝統舞踊オテアの演奏に用いられる。フィジーやトンガではラリ、サモアやクック諸島などではパテと呼ばれ、同じく民族舞踊に用いられる。逆にハワイやニュージーランド、イースター島などでは木鼓文化は起こっていない。これは島の生態的要因によるもので材料となる木材が乏しかったことに起因すると考えられている。

アジア地域
アジア地域ではワ族の木鼓文化が良く知られている。ワ族の木鼓は2メートル前後の大きさをしており、祭壇小屋に捧げられたものを村々で共有して使用する。木鼓は祭宴、戦争舞踏、民族集会といった村の重要な行事に用いられるほか、木鼓の製作自体が儀礼化しているのも大きな特徴である。台湾原住民・アミ族の円舞の伴奏に用いられる杵太鼓は地面に置いた空洞化した木材ブロックを桴の先で叩くという珍しい演奏方法を取る。日本では仏具として用いられる木魚が広く知られている。

アフリカ地域
アフリカ大陸においても民族舞踊の演奏などで木鼓は広く用いられており、クリンやタムタムといった名で知られている。通常はリップの異なる2種類以上の穴を開けて2本の桴で異なる音を交互に出すように演奏する。